# Sigrid Gillner
Sigrid Maria Fredrika Gillner-Ringenson, född 25 februari 1891 i Jönköping, död 21 augusti 1975 i Viken i dåvarande Malmöhus län, var en svensk författare, kvinnosakskämpe och politiker (socialdemokrat, senare Hitler-sympatisör). Hon var syster till Birger och Eric Gillner.

## Tidigt liv
Sigrid Gillner föddes 1891 i Jönköping, som äldsta barn av fem. Hennes far jobbade som kanslivaktmästare. Barndomen präglades av fattigdom. Hennes första politiska engagemang var 1907, då hon deltog i socialisternas första maj-demonstration i Jönköping, vilket höll på att få henne relegerad från flickskolan. Hon gjorde dock avbön, och tog 1910 studentexamen som privatist.
Gillner avlade ett år senare folkskollärarexamen, och var verksam som lärare 1911–1924. Ett år efter sin folkskollärarexamen började hon även organisera sig som nykterist och socialist. 1914 flyttade hon till Uppsala, och började arbeta som lärare samtidigt som hon studerade. 1919 tog hon en filosofie kandidatexamen.
Gillner var ledamot av stadsfullmäktige i Uppsala 1922–1937, samt ledamot av stadens pensions- och hälsovårdsnämnder. Hon debuterade med romanen Bergenkronas 1923. År 1924 gifte hon sig med Sven Teodor Ringenson, och bosatte sig i Norrköping.

## Riksdagsledamot 1932–1935
Gillner var en av få kvinnliga riksdagsledamöter när hon i andrakammarvalet 1932 valdes till ledamot av andra kammaren i Östergötlands läns valkrets. Andra kvinnor i riksdagen samtidigt var exempelvis Ruth Gustafson, Olivia Nordgren och Agda Östlund.

## Engagemang i nationalsocialistiska sammanhang
Gillner lämnade riksdagen 1936, och uteslöts ur Socialdemokraterna eftersom hon vägrade bojkotta tyska varor. 1937 lämnade hon även Norrköpings stadsfullmäktige. Hon lockades istället av nazismens idéer om försakelse och moralisk upprustning, och engagerade sig i från slutet av 1930-talet i Riksföreningen Sverige–Tyskland. Hon var en flitig och återkommande skribent i diverse dagstidningar och tidskrifter såsom nämnda riksföreningens tidskrift Sverige–Tyskland. Mellan 1940 och 1942 var hon totalt sett den kvinna som bidrog med flest artiklar till tidskriften, fler än bland andra Annie Åkerhielm. I sina artiklar anförde hon att västvärlden drabbats av moraliskt förfall på grund av den ökade kontakten med Amerika; den svenska opinionen hetsade mot och förtalade Nazityskland, demokratin i västvärlden tillsammans med den internationella arbetarrörelsen bar skulden till andra världskriget. Hon uttryckte sin beundran för Adolf Hitler, men klargjorde att hon inte förespråkade diktatur. Hon klargjorde dock att hon inte accepterade kampen mot judendomen såsom den bedrevs i Tyskland, och var en motståndare till antisemitismen.
Hennes nazistiska engagemang ledde till en djup spricka i äktenskapet. De fortsatte vara gifta, men hade helt separata privatliv och borde i varsin del av villan i Viken. Den syndikalistiske författaren Holger Carlsson har hävdat att hon anslöt sig till Sveriges nationella förbund 1936, men detta förnekade hon själv. Hon tog också avstånd till andra nationalsocialistiska partier i Sverige, eftersom hon menade att de bara tagit till sig av Hitlers mest inhumana idéer. Ett exempel på detta menade hon var det svenska Nationalsocialistiska arbetarepartiet, som hon menade drev en "opposition till varje pris"-politik. Hon blev även besviken på Hitlers erövring av Tjeckoslovakien i mars 1939, men fortsatte att i sina texter försöka få svenska läsare att förstå det hon såg som nationalsocialismens goda idéer. Hon var kritisk men ursäktande till våldet som förekom, och även om hon fortsatte att fråga Hitlers politik mot judar menade hon att det var omvärldens propaganda och judarna själva som främst bar skulden. 1944 uttryckte hon även sin besvikelse över Hitlers toppstyrda politik, men hoppades att tyskarna skulle återfå viss demokratisk frihet efter kriget.
Under slutet av kriget tappade hon alltmer tilltro till Hitlers ledarprincip, och försökte i en bok från 1947 i viss mån ursäkta sina tidigare ställningstaganden. Hon menade att hon och andra svenskar som hyllat Hitler agerat i god tro och tagit parti för vad de uppfattat som en god världsordning, i linje med tankefriheten och samvetsfriheten, men ständigt stämplats som förbrytare av meningsmotståndare för sin kamp. I pressen talade man om Gillner som en "nazistisk valkyria", vilket hon såg som en "barbarisk förföljelse" som liknade förtryck av personliga och medborgerliga friheter, liksom hat mot oliktänkande. Hon menade även att hon alltid bekämpat judehatet, och att Hitlers judeförföljelser, koncentrationsläger "och annat elände" kanske inte hade hänt om Winston Churchill och England hade ställt sig på Hitlers sida.